# Phil Hogan
Phil Hogan (* 4. července 1960 Kilkenny) je irský politik. V letech 2011–2014 byl irským ministrem pro životní prostředí, komunity a místní samosprávu. 
Jako evropský komisař spravoval mezi roky 2014–2019 gesci zemědělství a rozvoje venkova v Junckerově komisi. V období 2019–2020 pak působil jako komisař pro obchod v první komisi von der Leyenové. Za předčasným opuštěním úřadu stála tzv. Golfgate. Během pandemie covidu-19 navštívil v srpnu 2020 golfový večírek s více než osmdesáti lidmi. Porušil tím irské nařízení umožňující shromáždění nejvýše padesáti osob. Nedodržel ani pravidla karantény během letu z Bruselu do Irska a během řízení vozidla na večírek se dopustil přestupku, když při telefonátu nepoužíl handsfree. Gesci obchodu v komisi převzal její místopředseda Valdis Dombrovskis a komisařskou za Irsko se stala Mairead McGuinnessová.